# Okręg Toggenburg
Toggenburg (niem. Wahlkreis Toggenburg) – okręg w Szwajcarii, w kantonie St. Gallen.  
Okręg składa się z dziesięciu gmin (Gemeinde) o powierzchni 488,59 km² i o liczbie mieszkańców 47 916.

## Gminy
1. Bütschwil-Ganterschwil
2. Ebnat-Kappel
3. Kirchberg
4. Lichtensteig
5. Lütisburg
6. Mosnang
7. Neckertal
8. Nesslau
9. Wattwil
10. Wildhaus-Alt St. Johann

## Zmiany administracyjne
- 1 stycznia 2005
  - utworzenie gminy Nesslau-Krummenau z gmin Krummenau i Nesslau
- 1 stycznia 2009
  - utworzenie gminy Neckertal z gmin Brunnadern, Mogelsberg i St. Peterzell
- 1 stycznia 2010
  - utworzenie gminy Wildhaus-Alt St. Johann z gmin Wildhaus i Alt St. Johann
- 1 stycznia 2013
  - przyłączenie gminy Krinau do gminy Wattwil
  - utworzenie gminy Bütschwil-Ganterschwil z gmin Bütschwil i Ganterschwil
  - utworzenie gminy Nesslau z gmin Stein i Nesslau-Krummenau
- 1 stycznia 2023
  - przyłączenie gmin Hemberg i Oberhelfenschwil do gminy Neckertal